# Tournoi de tennis des championnes (WTA 2018)
Le Trophée de l'élite est un tournoi de tennis professionnel féminin. L'édition 2018, classée en catégorie Masters, se déroule du 30 octobre au 5 novembre 2018 à Zhuhai.

## Primes et points
| Tour                             | Prime          | Points |
| -------------------------------- | -------------- | ------ |
| Cumul pour le vainqueur invaincu | 673 300 $      | 700    |
| Pour la victoire en finale       | RR + 478 200 $ | + 460  |
| Pour la victoire en demi-finale  | RR + 160 000 $ | + 200  |
| Pour les demi-finalistes         | RR + 17 000 $  | –      |
| Pour chaque match de poule gagné | + 76 300 $     | + 80   |
| Pour chaque participante*        | 425 000 $      | 40     |
| Pour chaque remplaçante          | 10 000 $       | –      |

| Tour                                | Prime*        | Points |
| ----------------------------------- | ------------- | ------ |
| Cumul pour les vainqueurs invaincus | 673 300 $     | –      |
| Pour la victoire en finale          | RR + 20 000 $ | –      |
| Finalistes                          | RR + 10 000 $ | –      |
| Pour chaque match de poule gagné    | + 5 000 $     | –      |
| Pour chaque participante            | 15 000 $      | –      |

## Faits marquants
On note le forfait de l'Américaine Serena Williams et la Lettonne Jeļena Ostapenko.
En double, le tableau est marqué par la présence de paires de double inédites puisque la plupart des joueuses n'ont jamais fait équipe ensemble avant ce tournoi. Le peu d'attrait pour ce tableau s'explique par une dotation faible et l'absence de point à gagner.

## Lauréates
L'Australienne Ashleigh Barty remporte sa 3e finale face à la Chinoise Wang Qiang (6-3, 6-4).
Les sœurs Kichenok s'imposent en finale face à la paire Aoyama - Marozava (6-4, 3-6, [10-7]) et remportent ainsi leur 2e titre ensemble mais leur 3e (Lyudmyla) et 4e (Nadiia) titre respectif.

## Fonctionnement de l'épreuve
L'épreuve se dispute selon les modalités dites du « round robin ». Les douze joueuses du top 20 non qualifiées pour le Masters sont séparées en quatre groupes de trois. S'affrontant toutes entre elles, seules les premières de chacun des groupes sont conviées en demi-finale, avant l'ultime confrontation pour le titre.
Le tournoi de double dames regroupe les six paires non qualifiées, qui se dispute aussi en « round robin ». Les six paires sont séparées en deux groupes de trois. S'affrontant toutes entre elles, seules les premières de chacun des deux groupes sont conviées directement à jouer pour le titre.

## Résultats en simple

### Participantes
| #     | Classement WTA Race | Joueuse              | Points | Saison (titres) | Résultat   |
| ----- | ------------------- | -------------------- | ------ | --------------- | ---------- |
| 1     | 10                  | Daria Kasatkina      | 3315   | 41-23 (1)       | Poules     |
| 2     | 11                  | Anastasija Sevastova | 3185   | 42-20 (1)       | Poules     |
| 3     | 12                  | Aryna Sabalenka      | 3145   | 50-24 (2)       | Poules     |
| 4     | 13                  | Elise Mertens        | 3065   | 45-20 (3)       | Poules     |
| 5     | 14                  | Julia Görges         | 2995   | 45-22 (2)       | 1/2 finale |
| 6     | 16                  | Madison Keys         | 2817   | 28-13 (0)       | Poules     |
| 7     | 17                  | Garbiñe Muguruza     | 2725   | 31-19 (1)       | 1/2 finale |
| 8     | 18                  | Caroline Garcia      | 2600   | 38-21 (1)       | Poules     |
| 9     | 19                  | Ashleigh Barty       | 2420   | 43-18 (1)       | Victoire   |
| 10    | 20                  | Anett Kontaveit      | 2375   | 32-23 (0)       | Poules     |
| 11    | 22                  | Wang Qiang           | 2155   | 39-21 (2)       | Finale     |
| 12/WC | 35                  | Zhang Shuai          | 1370   | 28-25 (0)       | Poules     |

| Classement WTA Race | Joueuse              | Résultat |
| ------------------- | -------------------- | -------- |
| 23                  | Carla Suárez Navarro | -        |
| 24                  | Mihaela Buzărnescu   | -        |

### Groupe Azalée
| Joueuse                | DK  | MK  | QW  | % victoires |
| ---------------------- | --- | --- | --- | ----------- |
| Daria Kasatkina (no 1) |     | 0-3 | 3-1 | 42          |
| Madison Keys (no 6)    | 3-0 |     | 2-0 | 100         |
| Wang Qiang (no 11)     | 1-3 | 0-2 |     | 17          |

#### Résultats
| Date            | Vainqueur       | Adversaire      | Score         | Durée      |
| --------------- | --------------- | --------------- | ------------- | ---------- |
| 30 octobre 2018 | Daria Kasatkina | Wang Qiang      | 6-1, 2-6, 7-5 | 1 h 55 min |
| 31 octobre 2018 | Madison Keys    | Daria Kasatkina | 6-2, 6-4      | 1 h 8 min  |
| 2 novembre 2018 | Wang Qiang      | Madison Keys    | 1-6, 6-3, 6-1 | 1 h 33 min |

#### Classement
| Rang poule | Classement WTA Race | Joueuse         | Match(s) G-P | Set(s) G-P | Jeux G-P |
| ---------- | ------------------- | --------------- | ------------ | ---------- | -------- |
| 2          | 22                  | Wang Qiang      | 1-1          | 3-3        | 25-25    |
| 1          | 16                  | Madison Keys    | 1-1          | 3-2        | 22-19    |
| 3          | 10                  | Daria Kasatkina | 1-1          | 2-3        | 21-24    |

### Groupe Camélia
| Joueuse                     | AS  | GM  | SZ  | % victoires |
| --------------------------- | --- | --- | --- | ----------- |
| Anastasija Sevastova (no 2) |     | 1-2 | 2-1 | 50          |
| Garbiñe Muguruza (no 7)     | 2-1 |     | 2-1 | 67          |
| Zhang Shuai (no 12/WC)      | 1-2 | 1-2 |     | 33          |

#### Résultats
| Date              | Vainqueur            | Adversaire           | Score           | Durée      |
| ----------------- | -------------------- | -------------------- | --------------- | ---------- |
| 31 octobre 2018   | Garbiñe Muguruza     | Zhang Shuai          | 3-6, 6-3, 6-2   | 2 h 6 min  |
| 1er novembre 2018 | Anastasija Sevastova | Zhang Shuai          | 6-0, 7-610      | 1 h 28 min |
| 2 novembre 2018   | Garbiñe Muguruza     | Anastasija Sevastova | 64-7, 6-2, 7-61 | 2 h 44 min |

#### Classement
| Rang poule | Classement WTA Race | Joueuse              | Match(s) G-P | Set(s) G-P | Jeux G-P |
| ---------- | ------------------- | -------------------- | ------------ | ---------- | -------- |
| 1          | 17                  | Garbiñe Muguruza     | 2-0          | 4-2        | 34-26    |
| 2          | 11                  | Anastasija Sevastova | 1-1          | 3-2        | 28-25    |
| 3          | 35                  | Zhang Shuai          | 0-2          | 1-4        | 17-28    |

### Groupe Orchidée
| Joueuse                | AS  | CG  | AB  | % victoires |
| ---------------------- | --- | --- | --- | ----------- |
| Aryna Sabalenka (no 3) |     | 2-0 | 1-1 | 75          |
| Caroline Garcia (no 8) | 0-2 |     | 1-0 | 33          |
| Ashleigh Barty (no 9)  | 1-1 | 0-1 |     | 33          |

#### Résultats
| Date              | Vainqueur       | Adversaire      | Score    | Durée      |
| ----------------- | --------------- | --------------- | -------- | ---------- |
| 30 octobre 2018   | Aryna Sabalenka | Ashleigh Barty  | 6-4, 6-4 | 1 h 25 min |
| 1er novembre 2018 | Ashleigh Barty  | Caroline Garcia | 6-3, 6-4 | 1 h 15 min |
| 2 novembre 2018   | Caroline Garcia | Aryna Sabalenka | 6-4, 6-4 | 1 h 23 min |

#### Classement
| Rang poule | Classement WTA Race | Joueuse         | Match(s) G-P | Set(s) G-P | Jeux G-P |
| ---------- | ------------------- | --------------- | ------------ | ---------- | -------- |
| 1          | 19                  | Ashleigh Barty  | 1-1          | 2-2        | 20-19    |
| 2          | 12                  | Aryna Sabalenka | 1-1          | 2-2        | 20-20    |
| 3          | 18                  | Caroline Garcia | 1-1          | 2-2        | 19-20    |

### Groupe Rose
| Joueuse                 | EM  | JG  | AK  | % victoires |
| ----------------------- | --- | --- | --- | ----------- |
| Elise Mertens (no 4)    |     | 0-0 | 0-1 | 0           |
| Julia Görges (no 5)     | 0-0 |     | 1-0 | 100         |
| Anett Kontaveit (no 10) | 1-0 | 0-1 |     | 50          |

#### Résultats
| Date              | Vainqueur       | Adversaire      | Score         | Durée      |
| ----------------- | --------------- | --------------- | ------------- | ---------- |
| 30 octobre 2018   | Elise Mertens   | Anett Kontaveit | 6-3, 6-1      | 1 h 6 min  |
| 31 octobre 2018   | Anett Kontaveit | Julia Görges    | 6-2, 4-6, 6-4 | 2 h 4 min  |
| 1er novembre 2018 | Julia Görges    | Elise Mertens   | 6-2, 7-65     | 1 h 48 min |

#### Classement
| Rang poule | Classement WTA Race | Joueuse         | Match(s) G-P | Set(s) G-P | Jeux G-P |
| ---------- | ------------------- | --------------- | ------------ | ---------- | -------- |
| 1          | 14                  | Julia Görges    | 1-1          | 3-2        | 25-24    |
| 2          | 13                  | Elise Mertens   | 1-1          | 2-2        | 20-17    |
| 3          | 20                  | Anett Kontaveit | 1-1          | 2-3        | 20-24    |

### Tableau final
|  |                  |                 |            |            |            |                 |                 |            |            |            |        |        |
|  | 1/2 finale       | 1/2 finale      | 1/2 finale | 1/2 finale | 1/2 finale |                 |                 | Finale     | Finale     | Finale     | Finale | Finale |
|  | 3 novembre 2018  | 3 novembre 2018 | 1 h 47 min | 1 h 47 min | 1 h 47 min |                 |                 |            |            |            |        |        |
|  | 3 novembre 2018  | 3 novembre 2018 | 1 h 47 min | 1 h 47 min | 1 h 47 min |                 |                 |            |            |            |        |        |
|  | Julia Görges     | (5)             | 6          | 3          | 2          |                 |                 |            |            |            |        |        |
|  | Julia Görges     | (5)             | 6          | 3          | 2          | 4 novembre 2018 | 4 novembre 2018 | 1 h 21 min | 1 h 21 min | 1 h 21 min |        |        |
|  | Ashleigh Barty   | (9)             | 4          | 6          | 6          | 4 novembre 2018 | 4 novembre 2018 | 1 h 21 min | 1 h 21 min | 1 h 21 min |        |        |
|  | Ashleigh Barty   | (9)             | 4          | 6          | 6          | Ashleigh Barty  | (9)             | 6          | 6          |            |        |        |
|  | 3 novembre 2018  | 3 novembre 2018 | 1 h 11 min | 1 h 11 min | 1 h 11 min | Ashleigh Barty  | (9)             | 6          | 6          |            |        |        |
|  | 3 novembre 2018  | 3 novembre 2018 | 1 h 11 min | 1 h 11 min | 1 h 11 min |                 |                 | Wang Qiang | (11)       | 3          | 4      |        |
|  | Garbiñe Muguruza | (7)             | 2          | 0          |            |                 |                 | Wang Qiang | (11)       | 3          | 4      |        |
|  | Garbiñe Muguruza | (7)             | 2          | 0          |            |                 |                 |            |            |            |        |        |
|  | Wang Qiang       | (11)            | 6          | 6          |            |                 |                 |            |            |            |        |        |
|  | Wang Qiang       | (11)            | 6          | 6          |            |                 |                 |            |            |            |        |        |

### Classement final
| Résultat       | Classement WTA Race | Joueuse              | Match(s) G-P | Set(s) G-P | Jeux G-P | Points gagnés | Nouveau rang |
| -------------- | ------------------- | -------------------- | ------------ | ---------- | -------- | ------------- | ------------ |
| Vainqueur      | 19                  | Ashleigh Barty       | 3-1          | 6-3        | 48-39    | 620           | 15           |
| Finaliste      | 22                  | Wang Qiang           | 2-2          | 5-5        | 44-39    | 360           | 20           |
| Demi-finaliste | 17                  | Garbiñe Muguruza     | 2-1          | 4-4        | 36-38    | 240           | 18           |
| Demi-finaliste | 14                  | Julia Görges         | 1-2          | 4-4        | 36-40    | 160           | 14           |
| Poule          | 11                  | Anastasija Sevastova | 1-1          | 3-2        | 28-25    | 160           | 12           |
| Poule          | 16                  | Madison Keys         | 1-1          | 3-2        | 22-19    | 160           | 17           |
| Poule          | 13                  | Elise Mertens        | 1-1          | 2-2        | 20-17    | 160           | 13           |
| Poule          | 12                  | Aryna Sabalenka      | 1-1          | 2-2        | 20-20    | 160           | 11           |
| Poule          | 18                  | Caroline Garcia      | 1-1          | 2-2        | 19-20    | 160           | 19           |
| Poule          | 10                  | Daria Kasatkina      | 1-1          | 2-3        | 21-24    | 160           | 10           |
| Poule          | 20                  | Anett Kontaveit      | 1-1          | 2-3        | 20-24    | 160           | 21           |
| Poule          | 35                  | Zhang Shuai          | 0-2          | 1-4        | 17-28    | 80            | 35           |

## Résultats en double

### Parcours
| #    | Classement WTA Race | Équipe                             | Points | Saison (titres) | Résultat |
| ---- | ------------------- | ---------------------------------- | ------ | --------------- | -------- |
| 1    | **                  | Mihaela Buzărnescu Alicja Rosolska | **     | **              | Poules   |
| 2    | 16                  | Miyu Kato Makoto Ninomiya          | 1359   | 17-11 (1)       | Poules   |
| 3    | 69                  | Lyudmyla Kichenok Nadiia Kichenok  | 365    | 4-3             | Victoire |
| 4    | 32                  | Shuko Aoyama Lidziya Marozava      | 836    | 9-6             | Finale   |
| 5/WC | **                  | Jiang Xinyu Yang Zhaoxuan          | **     | **              | Poules   |
| 6/WC | **                  | Tang Qianhui Xun Fangying          | **     | **              | Poules   |

### Groupe Lys
| - Mihaela Buzărnescu Alicja Rosolska (no 1) | - Shuko Aoyama Lidziya Marozava (no 4) | - Tang Qianhui Xun Fangying (no 6/WC) |

#### Résultats
| Date            | Vainqueur                          | Adversaire                         | Score            | Durée      |
| --------------- | ---------------------------------- | ---------------------------------- | ---------------- | ---------- |
| 31 octobre 2018 | Shuko Aoyama Lidziya Marozava      | Mihaela Buzărnescu Alicja Rosolska | 6-3, 6-2         | 1 h 18 min |
| 2 novembre 2018 | Mihaela Buzărnescu Alicja Rosolska | Tang Qianhui Xun Fangying          | 6-2, 6-2         | 1 h 2 min  |
| 3 novembre 2018 | Tang Qianhui Xun Fangying          | Shuko Aoyama Lidziya Marozava      | 3-6, 6-3, [10-6] | 1 h 31 min |

#### Classement
| Rang poule | Classement WTA Race | Équipe                             | Match(s) G-P | Set(s) G-P | Jeux G-P |
| ---------- | ------------------- | ---------------------------------- | ------------ | ---------- | -------- |
| 1          | 32                  | Shuko Aoyama Lidziya Marozava      | 1-1          | 3-2        | 21-15    |
| 2          | **                  | Mihaela Buzărnescu Alicja Rosolska | 1-1          | 2-2        | 17-16    |
| 3          | **                  | Tang Qianhui Xun Fangying          | 1-1          | 2-3        | 14-21    |

### Groupe Bougainvillier
| - Miyu Kato Makoto Ninomiya (no 2) | - Lyudmyla Kichenok Nadiia Kichenok (no 3) | - Jiang Xinyu Yang Zhaoxuan (no 5/WC) |

#### Résultats
| Date              | Vainqueur                         | Adversaire                | Score             | Durée      |
| ----------------- | --------------------------------- | ------------------------- | ----------------- | ---------- |
| 30 octobre 2018   | Lyudmyla Kichenok Nadiia Kichenok | Jiang Xinyu Yang Zhaoxuan | 7-69, 3-6, [11-9] | 2 h 4 min  |
| 1er novembre 2018 | Lyudmyla Kichenok Nadiia Kichenok | Miyu Kato Makoto Ninomiya | 6-4, 1-6, [10-7]  | 1 h 32 min |
| 3 novembre 2018   | Jiang Xinyu Yang Zhaoxuan         | Miyu Kato Makoto Ninomiya | 6-3, 6-4          | 1 h 11 min |

#### Classement
| Rang poule | Classement WTA Race | Équipe                            | Match(s) G-P | Set(s) G-P | Jeux G-P |
| ---------- | ------------------- | --------------------------------- | ------------ | ---------- | -------- |
| 1          | 69                  | Lyudmyla Kichenok Nadiia Kichenok | 2-0          | 4-2        | 19-22    |
| 2          | **                  | Jiang Xinyu Yang Zhaoxuan         | 1-1          | 3-2        | 24-18    |
| 3          | 16                  | Miyu Kato Makoto Ninomiya         | 0-2          | 1-4        | 45-22    |

### Finale
|  |                                   |                 |            |            |            |
|  | Finale                            |                 |            |            |            |
|  | 4 novembre 2018                   | 4 novembre 2018 | 1 h 33 min | 1 h 33 min | 1 h 33 min |
|  | 4 novembre 2018                   | 4 novembre 2018 | 1 h 33 min | 1 h 33 min | 1 h 33 min |
|  | Lyudmyla Kichenok Nadiia Kichenok | (3)             | 6          | 3          | 10         |
|  | Lyudmyla Kichenok Nadiia Kichenok | (3)             | 6          | 3          | 10         |
|  | Shuko Aoyama Lidziya Marozava     | (4)             | 4          | 6          | 7          |